# 利園一期

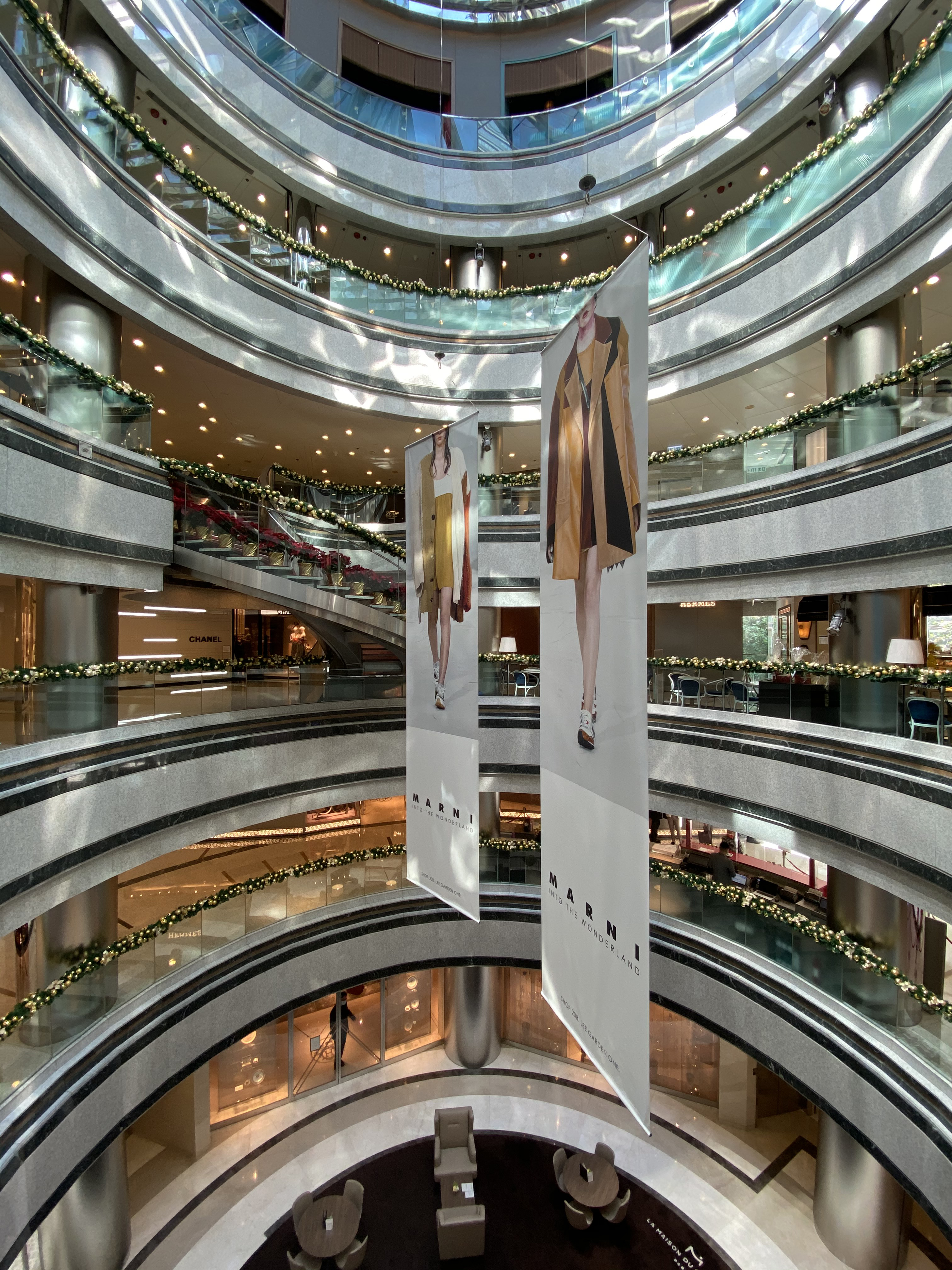
利園商場中庭

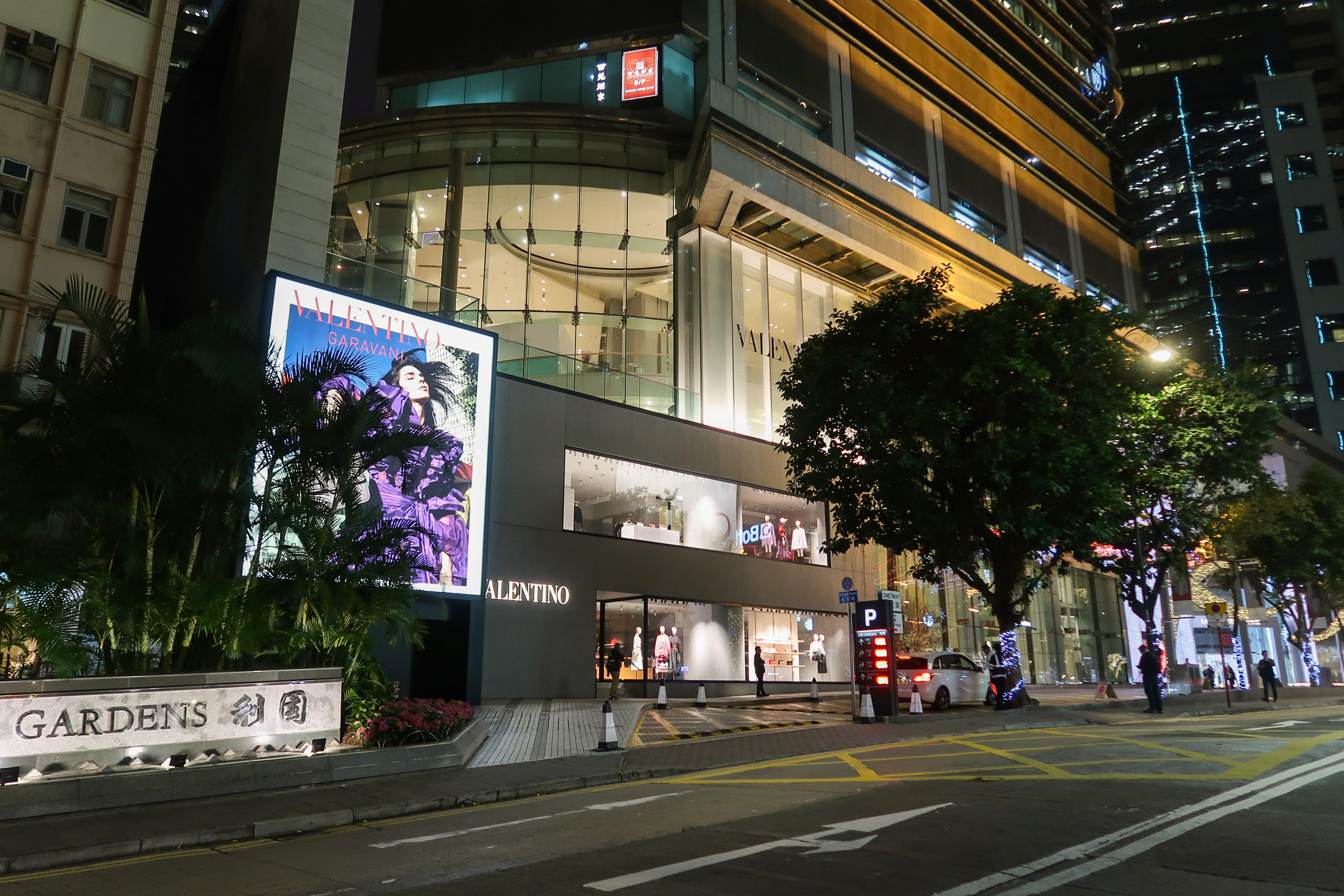
利園商場外貌

利園一期（英語：Lee Garden One），前稱宏利保險大廈（英語：Manulife Plaza），是香港的一座寫字樓，位處於香港銅鑼灣利園山希慎道33號，樓高52層，由希慎興業發展，劉榮廣伍振民建築師事務所設計，日本青木建設承建，於1997年4月落成，為全港第十七高的摩天大廈。
此大廈前身是利園酒店，於1971年落成，原由香港置地持有，於1980年代中因置地財困而售予希慎興業，至1994年8月拆卸。
大樓內設有希慎興業的總辦事處（50樓），其他租戶還包括瑞致達（19樓）、光大證券國際（21、25 - 28樓）、法國品牌 Christian Dior（36樓）、新鴻基公司（40樓）及意大利品牌 Gucci（50樓）等。
大廈前稱「宏利保險大廈」，2010年第2和第3季度宏利分批遷出大部分樓面後，大廈名稱回復為「利園」。

## 商場
利園的基座設商場，於1997年10月開幕，商場樓高七層，內設有多間國際名店，當中包括 Louis Vuitton、Chanel、Hermès、Dior、Cartier、BVLGARI、Joyce Boutique、Valentino等。而商場的4至5樓為食肆，分別為粵菜食府翰騰閣及日式餐廳千登世（2013年9月時，該兩層己改為西苑酒家及越南菜 An Nam 安南）；地庫最初大部份樓面為惠康超級市場，其餘部份為名牌店舖。其後於2005年6月全層改為屈臣氏集團旗下的Gourmet，2011年2月27日原址後被分拆成名牌店舖。
商場有一條橫跨恩平道的行人天橋，連接利園二期商場。
利園一期商場的地面大堂及商場高層的增值計劃已如期於2014年第四季展開，6,500平方呎的新樓面已獲Valentino承租作為旗艦店，於2016年第三季開幕。在2019年，發展商設置全新貴賓室Club Avenue。
2023年，商場外牆和內部進行大型翻新工程。
2023年10月10日希慎和特斯拉合作，在利園一期啟用亞洲首個V4 Supercharger超級充電站，共同設立港島最大型充電樞紐。

## 圖集

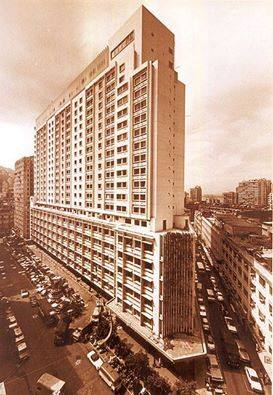
宏利保險大廈前身是利園酒店，於1971年落成，於1994年8月拆卸
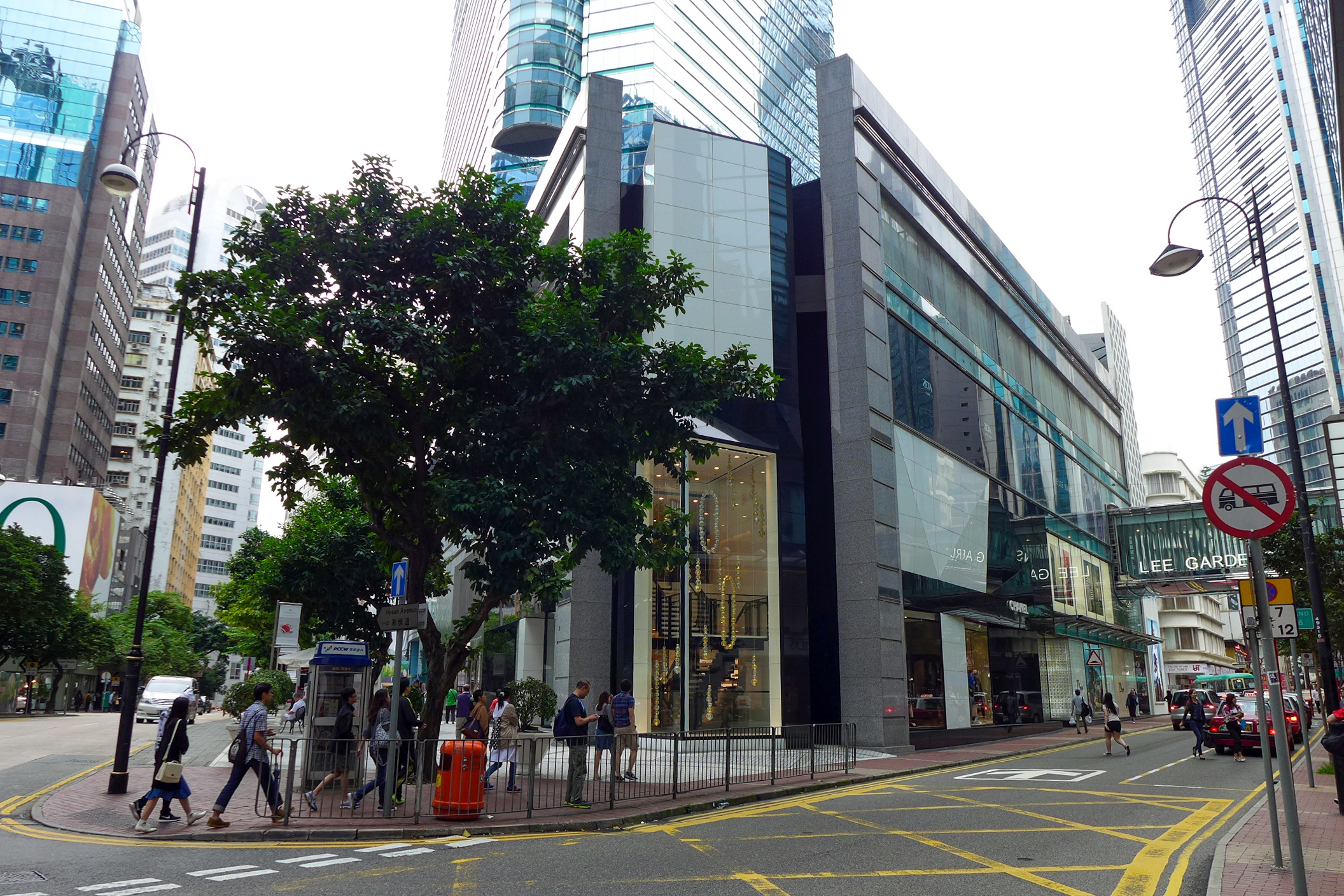
利園商場外貌，東邊為恩平道
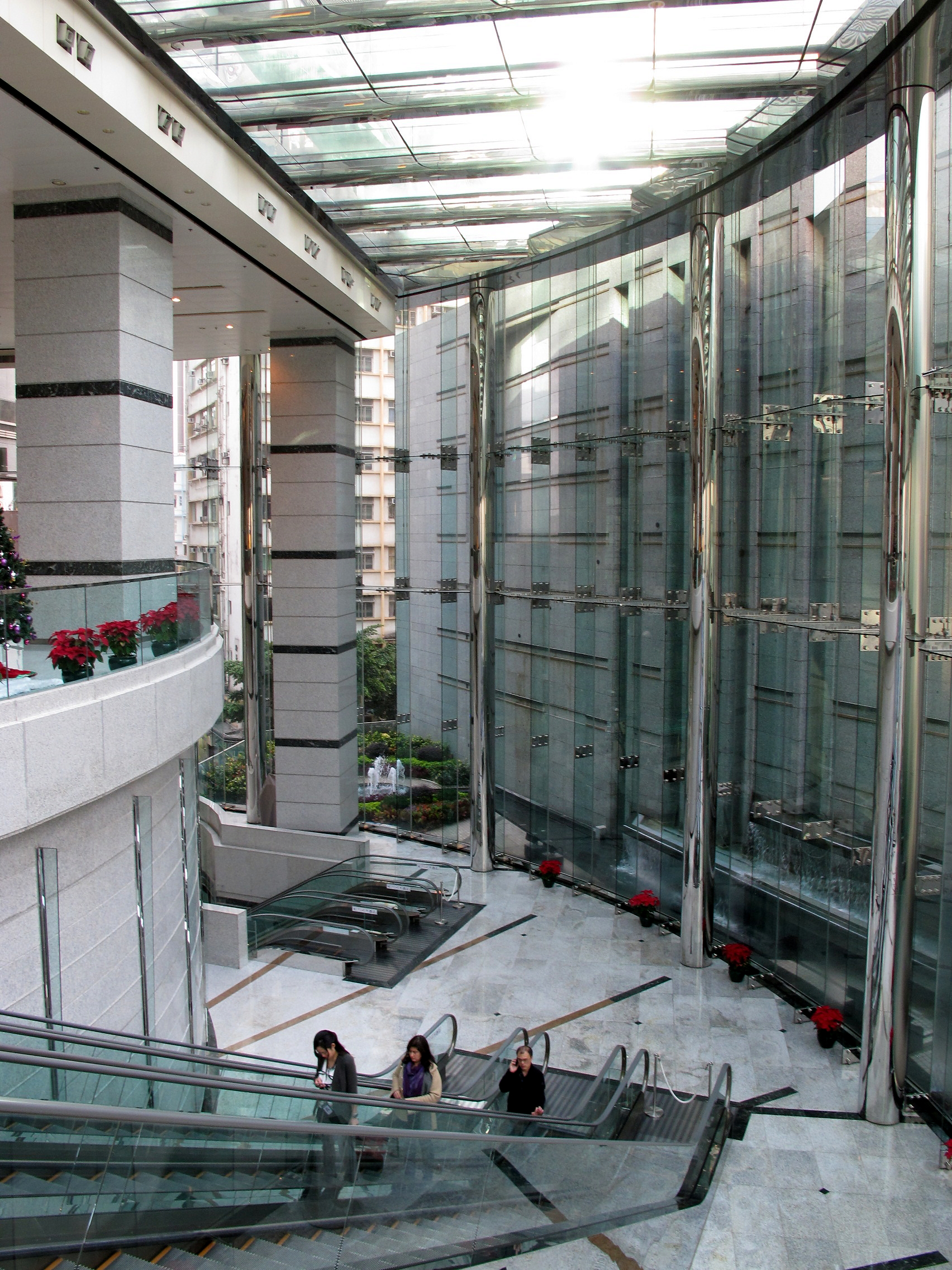
利園寫字樓大堂（2011年）
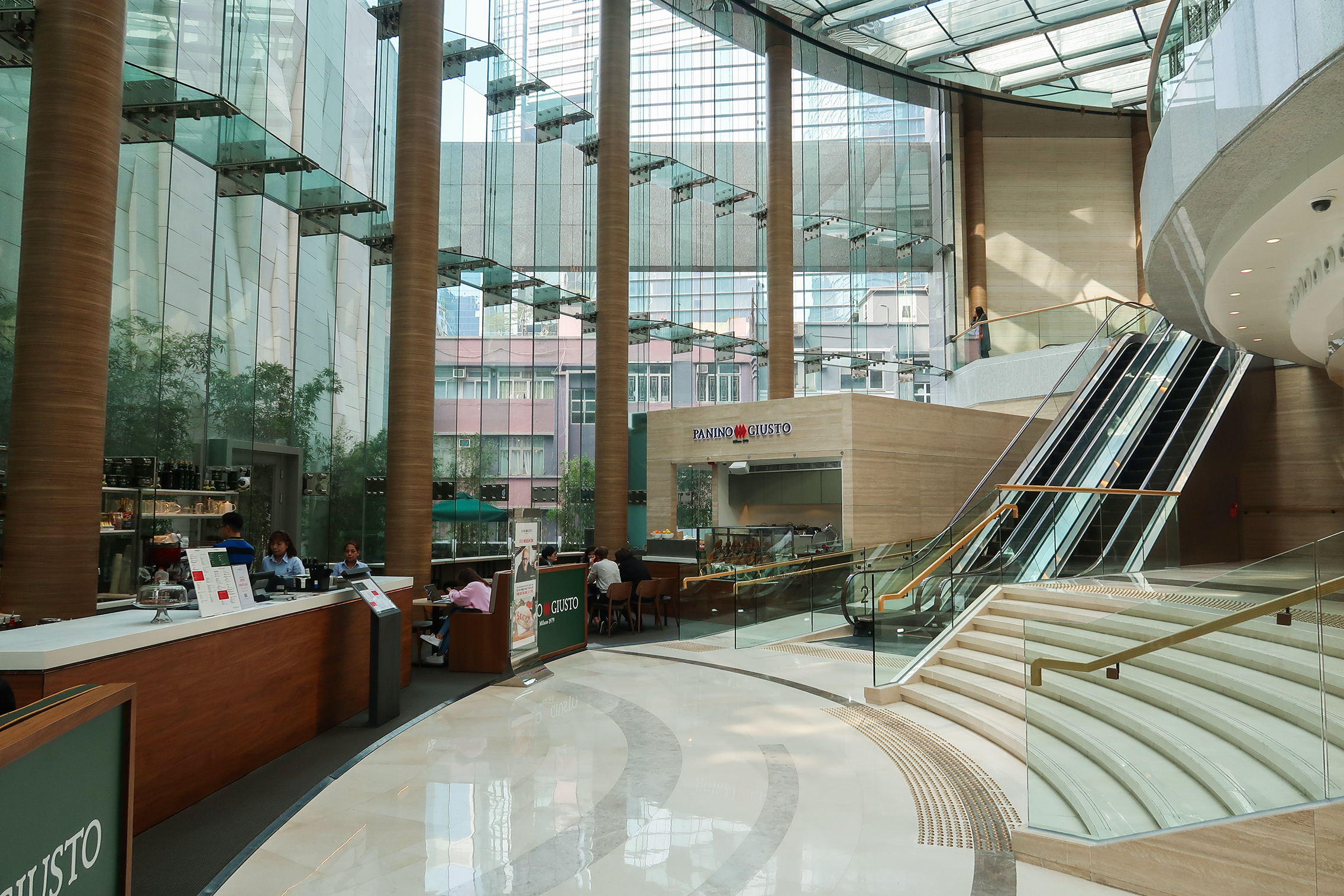
翻新後的利園寫字樓大堂（2018年）
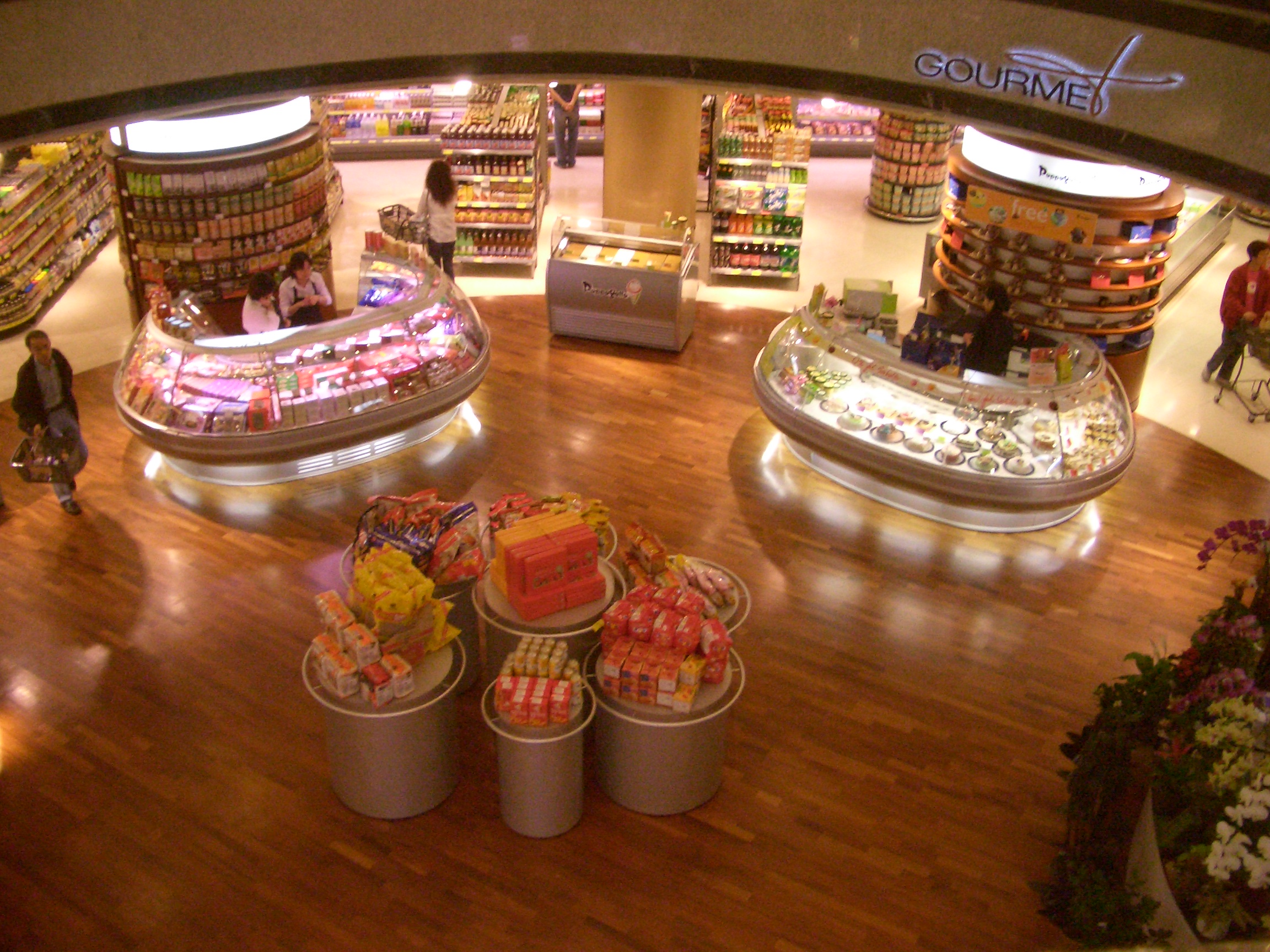
利園地庫的超級市場Gourmet（已結業）

## 軼事
2021年10月，歌手張敬軒登上利園一期樓頂避雷針處（約246米高），為入行20週年紅館演唱會拍攝海報。

## 外部連結
1. 利園商場網頁（页面存档备份，存于）
2. 利園辦公室網頁（页面存档备份，存于）
3. 英文書籍：Nangaen Chearavanont (Tse Yin) et al. “Movie Stories” (January, 2014), Chapter 15, Page 138 to 157（页面存档备份，存于）